# 分子実体
分子実体（ぶんしじったい、Molecular entity）は、「構成的にまたは同位体的に異なる原子、分子、イオン、イオンペア、ラジカル (化学)、ラジカルイオン、複合体、配座異性体などであり、別々に区別可能な実体として識別可能なもの」を指す。
これらは、その性質に関係なく、いくつかのプロセスを示すあらゆる種類の化学物質を簡潔に表現するために使用される特異なものである。例えば、原子、分子、イオンなどはすべて化学反応を起こすことができる。
IUPACによると、「分子実体を記述するために必要な精度の程度は、状況によって異なり，たとえば水素分子は、いくつかの目的のために特定の適切な定義が必要で、水素分子の電子状態および振動状態、核スピンなどを区別する必要がある。